# Okenia impexa
Okenia impexa Er. Marcus, 1957 è un mollusco nudibranchio della famiglia Goniodorididae.

## Biologia
Si nutre del briozoo Anguinella palmata.

## Distribuzione e habitat
La specie è diffusa nell'oceano Atlantico occidentale, dal Brasile alla Nord Carolina, nell'Atlantico orientale, in prossimità di Capo Verde, e nel mar Mediterraneo occidentale.